# Tautologisk sammansättning
En tautologisk sammansättning är en sammansättning där en upprepning, tautologi, uppkommer, exempelvis när sista ordet i förledet (eller en synonym till det) även ingår i efterledet. De uppstår bland annat vid sammansättningar med förkortningar, till exempel AT-tjänstgöring (där T står för tjänstgöring), mbl-lagen (mbl är en förkortning för medbestämmandelagen), cd-skiva (där cd är förkortning för engelskans compact disc, "kompaktskiva"), PDF-format (Portable Document Format),  SI-systemet (från franskans Système International d'Unités, "internationella enhetssystemet") och IC-krets (där IC är förkortning för engelskans integrated circuit, "integrerad krets").
Vissa tautologiska sammansättningar bör kanske hellre skrivas ut (informationsteknik istället för IT-teknik), medan andra kan vara nödvändiga för att kunna särskilja och förstå sammanhanget (cd kan till exempel syfta både på cd-skiva och cd-spelare).